# Sydbank Arena
Die Sydbank Arena ist eine Mehrzweckhalle in der dänischen Stadt Kolding, Region Syddanmark. Die Arena ist die größte Halle des Komplexes Koldinghallerne SYDBANK Arena und bietet für bis zu 5200 Besucher Platz. Der erfolgreiche Handballverein KIF Kolding trägt seine Heimspiele in der Sportarena aus. Neben dem Sport steht die Sydbank Arena auch für Konzerte, Tagungen, Messen oder Ausstellungen zur Verfügung. Es gibt zwei weitere Hallen mit einem Kampfsportbereich. Insgesamt bieten die drei Hallen fünf Handballfelder und Platz für 6500 Besucher auf 6000 m². Zum Veranstaltungskomplex gehören des Weiteren zehn Bowlingbahnen, vier Kegelbahnen und ein Restaurant. Das 2009 eröffnete Hotel Kolding Sportel bietet 55 Zimmern und 174 Betten sowie vier behindertengerechte Zimmer im Erdgeschoss.
Ab März 2015 wurde die Halle für die Ende des Jahres stattfindende Handball-Weltmeisterschaft der Frauen von 3000 auf 5000 Plätze ausgebaut. Mit dem Umbau wurde die Sydbank Namensgeber der Veranstaltungshalle. 2017 wurde die Badminton-Europameisterschaft in der Sydbank Arena ausgetragen. Neben der Jyske Bank Boxen in Herning ist die Halle ein weiterer Spielort der Handball-Europameisterschaft der Frauen 2020.